# Golden Life
Golden Life — польський музичний гурт, заснований 1988 року у Гданську.
Гурт грає в різних стилях: від року, попу, репу до кантрі. Дві пісні були на першому місці хіт-параду Lista Przebojów Programu Trzeciego: «Wszystko to co mam» і «24.11.94».

## Склад гурту
- Адам «Wola» Вольський — вокал
- Кароль Скшинський — барабани
- Ярослав «Pastyl» Турбйаж — гітара
- Яцек «Bodek» Боґдзевич — бас-гітара
- Павел «Smaga» Смакульський — гітара

### Колишні члени гурту
- Яцек «Brandol» Брандовський — гітара (1990–1999)
- Томаш «Snake» Камінський — гітара (1999–2010)
- Мацек «Próchnik» Прухніцький — барабани (1993–2004)

## Дискографія
- Midnight Flowers (1991)
- Efil Ned Log (1993)
- Natura (1994)
- Bluberd (1997)
- Samasyrop — Golden Hits (1999)
- Gold (2000)
- www.GoldenLife.pl (2003)
- Gwiazdy XX wieku (2004)
- Hello, Hello (2008)
- AQQ akustycznie… (2012)